# 삼성 인터넷
삼성 인터넷(영어: Samsung Internet)은 삼성이 개발한 스마트폰, 패블릿용 모바일 브라우저이다. 오픈 소스인 크로미엄 프로젝트에 기반을 두고 있다. 삼성 갤럭시 장치에 사전 설치되어 있다. 삼성 갤럭시 스토어 또는 구글 플레이를 통해 다운로드가 가능하다.

## 역사
2012년에 삼성 갤럭시 장치에서 기본 안드로이드 브라우저가 기본값으로 삼성 인터넷으로 대체되었다.
버전 4가 2016년 초에 출시되었으며, 콘텐츠 차단 확장 기능, 서비스 워커, 푸시 알림 지원을 추가하였다.
버전 5.4가 2017년 3월에 퍼블릭 베타로 출시되었다. 안정판은 2017년 5월에 전 세계에 최종적으로 출시되었으며, 삼성 갤럭시 S8과 함께 시작되었다.
| 버전               | 크로미움 버전 | 출시일                                       |
| ------------------ | ------------- | -------------------------------------------- |
| Version 4          | Chromium 44   | 2016년 초                                    |
| Version 5          | Chromium 51   | 2016년 12월 16일                             |
| Version 5.4        | Chromium 51   | Beta 2017년 3월, Stable 2017년 5월           |
| Version 6.2        | Chromium 56   | 2017년 10월 30일                             |
| Version 6.4        | Chromium 56   | 2018년 2월 19일                              |
| Version 7.2        | Chromium 59   | 2018년 6월 7일                               |
| Version 7.4        | Chromium 59   | 2018년 8월 19일                              |
| Version 8.2        | Chromium 63   | 2018년 12월 21일                             |
| Version 9.2        | Chromium 67   | 2019년 4월 2일                               |
| Version 9.2.10.15  | Chromium 67   | 2019년 5월 19일                              |
| Version 9.4        | Chromium 67   | 2019년 7월 22일                              |
| Version 10.1.00.27 | Chromium 71   | 2019년 9월 8일                               |
| Version 10.1.01.3  | Chromium 71   | 2019년 10월 3일                              |
| Version 10.2.00.53 | Chromium 71   | 2019년 11월 24일                             |
| Version 10.2.01.10 | Chromium 71   | 2020년 1월 14일                              |
| Version 11.1.1.52  | Chromium 75   | 2020년 2월 25일                              |
| Version 12.0.1.47  | Chromium 79   | 2020년 6월 19일                              |
| Version 13.0.1.64  | Chromium 83   | 2020년 11월 19일                             |
| Version 14.0.1.62  | Chromium 87   | Beta 2021년 3월, Stable 2021년 4월 17일      |
| Version 15.0.2.47  | Chromium 90   | Beta 2021년 7월 Stable 2021년 8월 28일       |
| Version 16.0.2.19  | Chromium 92   | Stable 2021년 11월 26일                      |
| Version 17.0.6.9   | Chromium 96   | Stable 2022년 6월 14일                       |
| Version 18.0       | Chromium 99   | Beta 2022년 6월 28일 Stable 2022년 8월 6일   |
| Version 19.0       | Chromium 102  | Beta 2022년 8월 23일 Stable 2022년 11월 1일  |
| Version 20.0       | Chromium 105  | Beta Stable 2023년 2월 9일                   |
| Version 21.0       | Chromium 108  | Beta 2023년 4월 19일 Stable 2023년 5월 20일  |
| Version 22.0       | Chromium 111  | Beta 2023년 4월 19일 Stable 2023년 7월 12일  |
| Version 23.0       | Chromium 114  | Beta 2023년 8월 29일 Stable 2023년 10월 18일 |

## 지원
안드로이드용 삼성 인터넷의 최신 버전(v11.1)은 기본적으로 안드로이드 8.0 이상을 갖춘 삼성 갤럭시를 지원하지만 추가적으로 구글 픽셀 단말기도 지원한다.
2025년 6월 16일부터 심은경에서 정기적으로 업데이트가 되면 해당 단말기로 계속 지원할 수 있다.

## 기능
- 시크릿 모드와 신원 확인 인증 지원.[18]
- 콘텐츠 차단 확장 기능.[19]
- 기어 VR과 DeX 연동.[20][7]
- 서비스 워커 및 푸시 API 지원.[2]

## 웹 브라우저 프로젝트
삼성 인터넷은 2012년 삼성 스마트폰 및 스마트 기기 계열에서 안드로이드 (Android) 및 타이젠 등에서 이를 기본 브라우저로 대체했다. 2013년 초경 브라우저를 크로미움(Chromium)을 기반으로하기로 결정했으며 첫 번째 크로미움(Chromium0 기반 버전은 그해 말 S4 모델과 함께 출시되었다. 버전 4는 크로미움 버전44에 기반한다. 한편 2020년 버전인 11버전은 크로미움 버전75를 기반으로 하고있다.

## 같이 보기
- 시보
- 광고
- 뉴스
- 교양
- 애니메이션
- 예능
- 드라마
- 영화
- 자막 방송
- 시스템 설정
- 업데이트
- 전원 관리
- 시간대
- 황금시간대
- 시스템 관리
- 시스템 관리자
- 갤럭시 캘린더